# Museo de Arte Abstracto Español
Le musée d'Art abstrait espagnol (Museo de Arte Abstracto Español) est un musée consacré à l'art abstrait et localisé dans la ville de Cuenca, en Espagne.

## Collection permanente
- Rodrigo Antonio Calistro Díaz (es)
- Joaquín Rubio Camín (es)
- Rafael Canogar
- Eduardo Chillida
- Martín Chirino
- Modest Cuixart
- Gerardo Delgado (es)
- Francisco Farreras (es)
- Luis Feito (es)
- Amadeo Gabino (es)
- José Guerrero
- Joan Hernández Pijuan (es)
- Antonio Lorenzo (es)
- César Manrique
- Manolo Millares
- Manuel Hernández Mompó
- Lucio Muñoz
- Jorge de Oteiza
- Pablo Palazuelo
- Manuel Rivera Hernández (es)
- Gerardo Rueda (es)
- Antonio Saura
- Eusebio Sempere
- Pablo Serrano
- Antoni Tàpies
- Jordi Teixidor de Otto (es)
- Gustavo Torner
- Manuel Viola
- José María Yturralde (es)
- Fernando Zóbel (es)